# نورمان وودز
نورمان وودز (19 أغسطس 1936 في نيوزيلندا - ) (بالإنجليزية: Norman Woods)‏ هو لاعب كريكت نيوزلندي.

## وصلات خارجية
- نورمان وودز على موقع إي آس بي آن كريك إنفو (الإنجليزية)